# Physical (album Olivia Newton-John)
Physical è il nono album in studio della cantante australiana Olivia Newton-John, pubblicato il 13 ottobre 1981.

## Tracce
Lato A
1. Landslide – 4:27 (John Farrar)
2. Stranger's Touch – 3:49 (Farrar, Steve Kipner)
3. Make a Move on Me – 3:17 (Farrar, Tom Snow)
4. Falling – 3:45 (Farrar)
5. Love Make Me Strong – 3:10 (Terry Britten, Sue Shifrin)

Lato B
1. Physical – 3:44 (Kipner, Terry Shaddick)
2. Silvery Rain – 3:39 (Hank Marvin)
3. Carried Away – 3:42 (Barry Gibb, Albhy Galuten)
4. Recovery – 4:18 (Farrar, Snow)
5. The Promise (The Dolphin Song) – 4:32 (Olivia Newton-John)

## Formazione
- Olivia Newton-John – voce, cori
- Steve Lukather – chitarra
- John Hobbs – tastiere, sintetizzatore
- Michael Boddicker – moog
- Bill Cuomo – sintetizzatore
- Tom Snow – sintetizzatore
- John Farrar – chitarra, vocoder, basso, cori
- Carlos Vega – batteria, timpani
- Lenny Castro – percussioni
- Victor Feldman – percussioni
- Gary Herbig – corni

## Classifiche
| Classifica (1981–82) | Posizione raggiunta |
| -------------------- | ------------------- |
| Australia            | 3                   |
| Canada               | 3                   |
| Paesi Bassi          | 9                   |
| Germania             | 30                  |
| Italia               | 13                  |
| Giappone             | 5                   |
| Nuova Zelanda        | 8                   |
| Norvegia             | 8                   |
| Svezia               | 3                   |
| Regno Unito          | 11                  |
| Stati Uniti          | 6                   |